# وزارة الاقتصاد وحماية المناخ

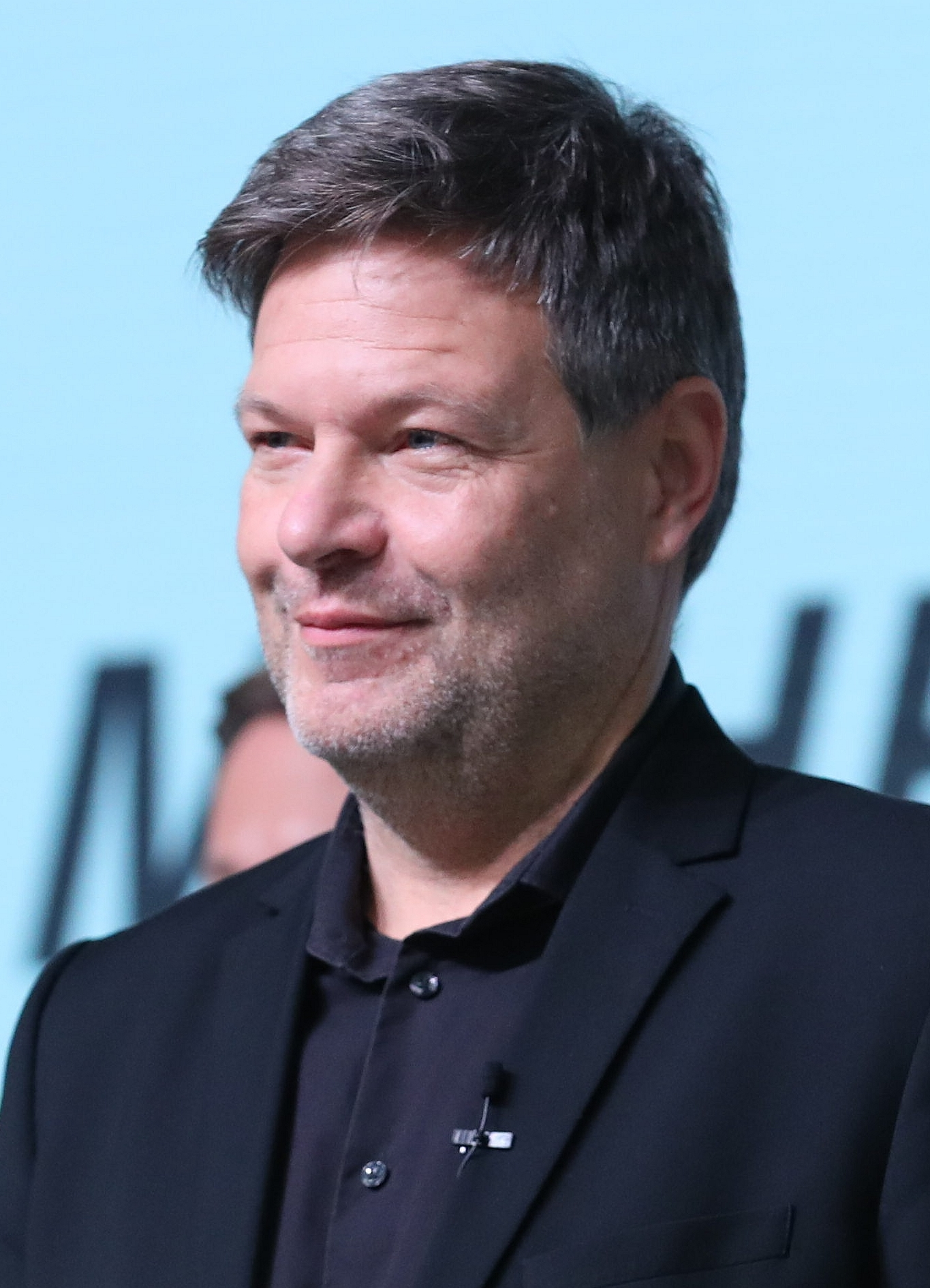
روبيرت هابك

الوزارة الاتحادية للاقتصاد وحماية المناخ (بالألمانية: Bundesministerium für Wirtschaft und Klimaschutz) تُختصر BMWi، هي وزارة اتحادية في جمهورية ألمانيا الاتحادية. يقع مقرها الرئيسي في برلين ولها مقر فرعي في مدينة بون. يرأس الوزارة منذ 8 ديسمبر 2021 روبيرت هابيك من حزب الخضر.

## لمحة تاريخية
يمكن رؤية سلف الوزارة الحالية اليوم في مكتب الرايخ للاقتصاد الذي تأسس عام 1917. تطور هذا المكتب ليصير وزارة الرايخ للاقتصاد في عام 1919 والتي استمرت حتى عام 1945. تولى المكتب الإداري للاقتصاد المهام من عام 1946 إلى عام 1949. بعد إنشاء جمهورية ألمانيا الاتحادية كانت الوزارة الاتحادية للاقتصاد موجودة من عام 1949 إلى عام 1998. من مايو 1971 إلى ديسمبر 1972 تم دمجها بشكل مؤقت مع وزارة المالية لتشكيل الوزارة الاتحادية للاقتصاد والمالية. في عام 1998 أُضيف قطاع التقانة من وزارة البحث لتَسمى الوزارة الاتحادية للاقتصاد والتقانة. بين عامي 2002 و 2005 دُمجت مع أجزاء من وزارة العمل والشؤون الاجتماعية السابقة لتشكيل الوزارة الاتحادية للاقتصاد والعمل. فصلت الحكومة الاتحادية بقيادة أنغيلا ميركل الوزارتين مرة أخرى في عام 2005 وأعادت تسمية الوزارة لتصبح الوزارة الاتحادية للاقتصاد والتقانة. مع تشكيل حكومة ميركل الثالثة في 17 ديسمبر 2013 غُيير اسم الوزارة إلى الوزارة الاتحادية للشؤون الاقتصادية والطاقة. مع تشكيل حكومة شولتس في 8 ديسمبر 2021 غُيير اسم الوزارة إلى الوزارة الاتحادية للاقتصاد وحماية المناخ.

## الهيكل التنظيمي
الوزارة منظمة إلى 9 أقسام وإدارة مركزية واحدة.
- الإدارة المركزية – Z
- فريق العمل السياسي وتخطيط السياسات - L
- السياسة الأوروبية – E
- السياسة الاقتصادية – I
- سياسة الطاقة: أنظمة التدفئة والكفاءة – II
- سياسة الطاقة: الكهرباء والشبكة – III
- السياسة الصناعية – IV
- سياسة الاقتصاد الخارجي– V
- سياسات تكنولوجيا المعلومات، الاتصالات والابتكار– VI
- سياسة المشاريع الصغيرة والمتوسطة - VII

يقع المقر الرئيسي للوزارة في برلين

## الوكالات
بالإضافة إلى مهامها الخاصة تشرف الوزارة أيضا على الهيئات التالية:
- المكتب الاتحادي لمكافحة الاحتكار
- الوكالة الاتحادية لشبكات الكهرباء والغاز والاتصالات والبريد والسكك الحديدية
- المكتب الاتحادي للاقتصاد والرقابة على الصادرات
- المعهد الاتحادي لأبحاث واختبار المواد
- المعهد الاتحادي لعلوم الأرض والموارد الطبيعية
- معهد الاتحادي الفني للقياس
- المعهد الاتحادي لعلوم الأرض والمواد الخام
- ألمانيا للتجارة والاستثمار - جمعية التجارة الخارجية والتسويق الجغرافي

## الوزراء

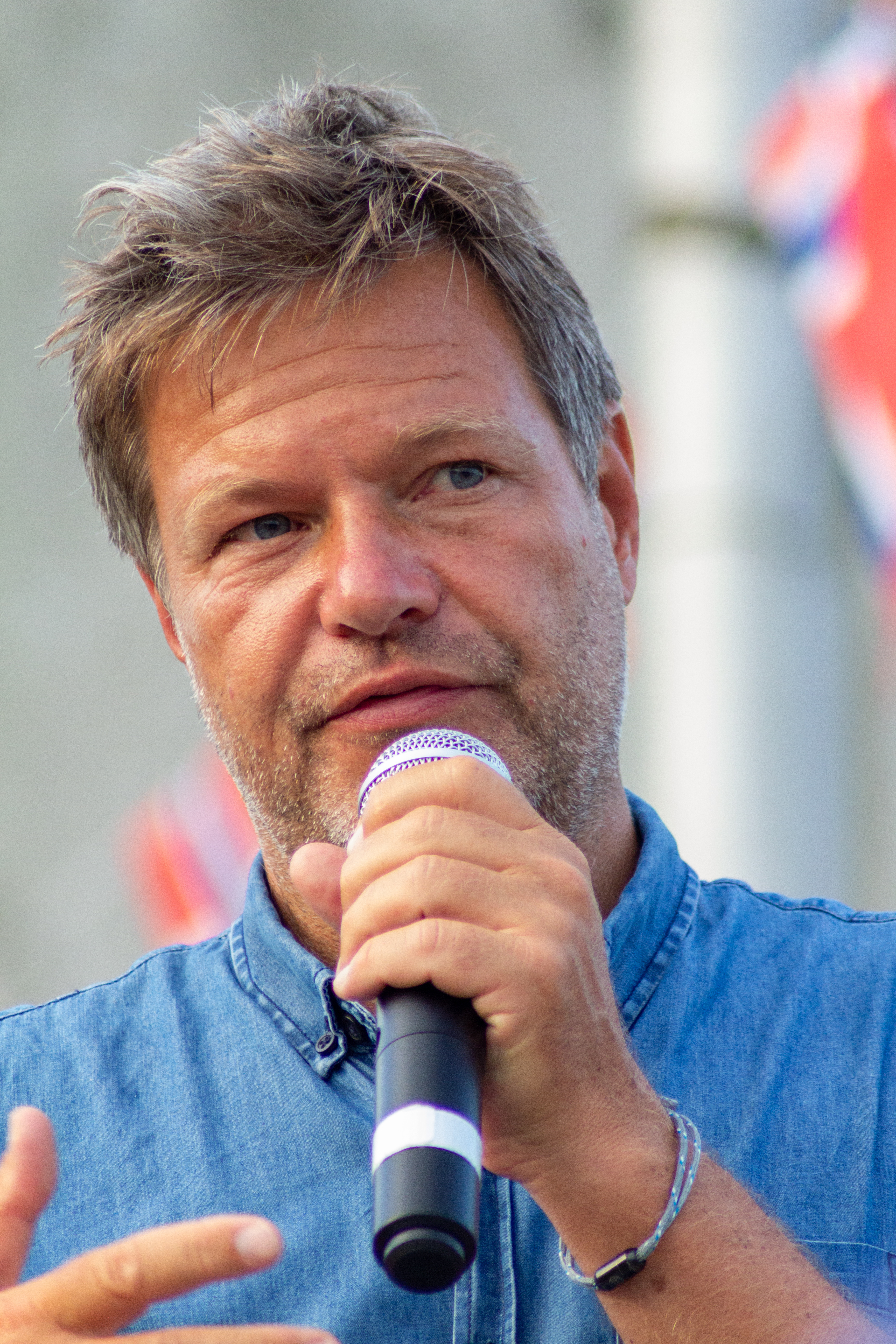
روبيرت هابك، الوزير الحالي من حزب الخضر

الأحزاب:

  CDU

  CSU

  SPD

  FDP

  الخضر

  مستقل
| الاسم (الميلاد–الوفاة)      | الاسم (الميلاد–الوفاة)                | الصورة        | الحزب         | فترة شغل المنصب | فترة شغل المنصب | المستشار (الحكومة) |
| وزير الاقتصاد               | وزير الاقتصاد                         | وزير الاقتصاد | وزير الاقتصاد | وزير الاقتصاد   | وزير الاقتصاد   | وزير الاقتصاد |
| --------------------------- | ------------------------------------- | ------------- | ------------- | --------------- | --------------- | --- |
| 1                           | لودفيغ إيرهارت (1897–1977)            |               | CDU           | 20 سبتمبر 1949  | 16 أكتوبر 1963  | كونراد أديناور (• حكومة أديناور الأولى • حكومة أديناور الثانية • حكومة أديناور الثالثة • حكومة أديناور الرابعة • حكومة أديناور الخامسة) |
| 2                           | كورت شموكر (1919–1996)                |               | CDU           | 17 أكتوبر 1963  | 30 نوفمبر 1966  | لودفيغ إيرهارت (• حكومة إيرهارد الأولى • حكومة إيرهارد الثانية)                                                                         |
| 3                           | كارل شيلر (1911–1994)                 |               | SPD           | 1 ديسمبر 1966   | 7 يوليو 1972    | كورت غيورغ كيزينغر (• حكومة كيزينغر) ويلي براندت (• حكومة براندت الأولى)                                                                |
| 4                           | هلموت شميت (1918–2015)                |               | SPD           | 7 يوليو 1972    | 15 ديسمبر 1972  | ويلي براندت (حكومة براندت الأولى) |
| 5                           | هانس فريدريكس (مواليد 1931)           |               | FDP           | 15 ديسمبر 1972  | 7 أكتوبر 1977   | ويلي براندت (• حكومة براندت الثانية) هلموت شميدت (•حكومة شميدت الأولى • حكومة شميدت الثانية)                                            |
| 6                           | أوتو غراف لامبسدورف (1926–2009)       |               | FDP           | 7 أكتوبر 1977   | 17 سبتمبر 1982  | هلموت شميدت (• حكومة شميدت الثانية • حكومة شميدت الثالثة)                                                                               |
| 7                           | مانفريد لانشتاين (مواليد 1937)        |               | SPD           | 17 سبتمبر 1982  | 1 أكتوبر 1982   | هلموت شميدت (حكومة شميدت الثالثة) |
| 8                           | أوتو غراف لامبسدورف (1926–2009)       |               | FDP           | 4 أكتوبر 1982   | 27 يونيو 1984   | هلموت كول (• حكومة كول الأولى • حكومة كول الثانية)                                                                                      |
| 9                           | مارتن بانغيه مان (مواليد 1934)        |               | FDP           | 27 يونيو 1984   | 9 ديسمبر 1988   | هلموت كول (• حكومة كول الثانية • حكومة كول الثالثة)                                                                                     |
| 10                          | هيلموت هاوسمان (مواليد 1943)          |               | FDP           | 9 ديسمبر 1988   | 18 يناير 1991   | هلموت كول (حكومة كول الثالثة) |
| 11                          | يورغين موليمان (1945–2003)            |               | FDP           | 18 يناير 1991   | 21 يناير 1993   | هلموت كول (حكومة كول الرابعة) |
| 12                          | غونتر ريكسرودت ‏ (1941–2004)           |               | FDP           | 21 يناير 1993   | 26 أكتوبر 1998  | هلموت كول (• حكومة كول الرابعة • حكومة كول الخامسة)                                                                                     |
| وزير الاقتصاد والتقانة      |                                       |               |               |                 |                 | |
| 13                          | فيرنر مولر (1946-2019)                |               | مستقل         | 27 أكتوبر 1998  | 22 أكتوبر 2002  | غيرهارد شرودر (حكومة شرودر الأولى) |
| وزير الاقتصاد والعمل        |                                       |               |               |                 |                 | |
| 14                          | فولفغانغ كليمنت (1940–2020)           |               | SPD           | 22 أكتوبر 2002  | 22 نوفمبر 2005  | غيرهارد شرودر (حكومة شرودر الثانية) |
| وزير الاقتصاد والتقانة      |                                       |               |               |                 |                 | |
| 15                          | مايكل غلوس (مواليد 1944)              |               | CSU           | 22 نوفمبر 2005  | 10 فبراير 2009  | أنغيلا ميركل (حكومة ميركل الأولى) |
| 16                          | كارل تيودور تسو غوتنبرغ (مواليد 1971) |               | CSU           | 10 فبراير 2009  | 28 أكتوبر 2009  | أنغيلا ميركل (حكومة ميركل الأولى) |
| 17                          | راينر بروديرله (مواليد 1945)          |               | FDP           | 28 أكتوبر 2009  | 12 May 2011     | أنغيلا ميركل (حكومة ميركل الثانية) |
| 18                          | فيليب روسلير (مواليد 1973)            |               | FDP           | 12 May 2011     | 17 ديسمبر 2013  | أنغيلا ميركل (حكومة ميركل الثانية) |
| وزير الاقتصاد والطاقة       |                                       |               |               |                 |                 | |
| 19                          | زيغمار غابرييل (مواليد 1958)          |               | SPD           | 17 ديسمبر 2013  | 27 يناير 2017   | أنغيلا ميركل (حكومة ميركل الثالثة) |
| 20                          | بريغيته تسيبريس (مواليد 1953)         |               | SPD           | 27 يناير 2017   | 14 مارس 2018    | أنغيلا ميركل (حكومة ميركل الثالثة) |
| 21                          | بيتر ألتماير (مواليد 1958)            |               | CDU           | 14 مارس 2018    | 8 ديسمبر 2021   | أنغيلا ميركل (حكومة ميركل الرابعة) |
| وزير الاقتصاد وحماية المناخ |                                       |               |               |                 |                 | |
| 22                          | روبيرت هابك (مواليد 1969)             |               | الخضر         | 8 ديسمبر 2021   | في المنصب       | أولاف شولتس (حكومة شولتس) |